# Fritz Bock (Ingenieur)
Fritz Richard Eduard Bock (* 9. April 1875 in Ilsenburg; † 1963) war ein deutscher Ingenieur. Er war 1909 Gründer und späterer Ehrenvorsitzender des Vereins Deutscher Gießereifachleute.

## Leben und Wirken
Er legte das Abitur am Realgymnasium in Magdeburg ab und studierte dann an der Technischen Hochschule Hannover und an der Bergakademie Freiberg, die er als Ingenieur abschloss. Bis 1904 erwarb er praktische Erfahrungen u. a. als Leiter von Gießereibetrieben. Von 1904 bis 1925 war Bock Hauptschriftleiter der technischen Redaktionen des Verlages Rudolf Mosse, Berlin, und arbeitete in dieser Zeit auch als Schriftleiter der Technischen Rundschau des Berliner Tageblattes, der Gießerei-Zeitung und als verantwortlicher Schriftleiter der vom Zentralverband der Preußischen Dampfkessel-Überwachungs-Vereine herausgegebenen Zeitschrift Die Wärme. Zugleich war er nebenamtlicher Geschäftsführer des Vereins deutscher Gießereifachleute. Seit 1925 war er hauptamtliches geschäftsführendes Vorstandsmitglied und Schriftleiter der Zeitschrift Die Gießerei. Er gehörte auch dem Verein Deutscher Ingenieure (VDI) an.